# Niepewność (serial telewizyjny)
Niepewność – polski fabularny serial telewizyjny z 2024 roku w reżyserii Waldemara Szarka, opowiadający historię młodzieńczej miłości Adama Mickiewicza do Maryli Wereszczakówny. 
Pięciodocinkowy serial emitowany był w TVP1 od 23 listopada 2024 (prapremiera VOD TVP - 16 listopada 2024) do 21 grudnia 2024. Jest to serialowa wersja filmu, który był emitowany w kinach pod nazwą "Niepewność. Zakochany Mickiewicz".
Tytuł serialu nawiązuje do wiersza Adama Mickiewicza Niepewność z 1825 roku.

## Fabuła[4]
Akcja rozpoczyna się późnym latem 1831 roku, w końcowej fazie powstania listopadowego. Adam Mickiewicz podejmuje w Wielkopolsce nieudaną próbę przekroczenia granicy Królestwa Polskiego i połączenia się z powstańcami. Granicy strzegą pruskie patrole – poeta musi się ukrywać. Schronienia udziela mu początkowo ks. Tomasz Cieśliński, a następnie Konstancja Łubieńska, siostra właścicielki pobliskiego pałacu w Śmiełowie – znajomość ta szybko przeradza się w romans. Konstancja dopytuje poetę o jego przeszłość. Adam Mickiewicz opowiada o romansie z Karoliną Kowalską w Kownie, o przyjaźni z filomatami Janem Czeczotem i Tomaszem Zanem, ale przede wszystkim o gorącym, niespełnionym uczuciu do Maryli Wereszczakówny. Odtąd fabuła serialu biegnie dwutorowo – ukazane są naprzemiennie bieżące, tj. z roku 1831, wydarzenia w Wielkopolsce (spotkania towarzyskie, ale także potajemna produkcja amunicji dla powstańców w piwnicach pałacowych) oraz retrospekcje romantycznych wydarzeń z okolic Nowogródka w roku 1820, przeplatane licznymi cytatami z utworów poetyckich wieszcza, a także ujęciami ożywionych, fikcyjnych postaci literackich (np. nimf wodnych). 

## Obsada[2]
- Nikodem Rozbicki – Adam Mickiewicz
- Aleksandra Piotrowska – Maryla Wereszczakówna
- Weronika Janosz – Konstancja Łubieńska
- Antoni Sałaj – Tomasz Zan
- Adrian Zaremba – Michał Wereszczaka, brat Maryli
- Dorota Landowska – Franciszka Wereszczakowa, matka Maryli
- Paweł Charyton – hrabia Wawrzyniec Puttkamer, narzeczony Maryli
- Grzegorz Łapanowski – kucharz Antoine Mirabou
- Monika Mikołajczak – Wandzia, wychowanka Wereszczakowej
- Katarzyna Chojnacka – Emilia, wychowanka Wereszczakowej
- Szymon Kołodziej – kuchcik
- Helena Hajkowicz – służąca
- Michał Olejnik – ogrodnik
- Fabian Kocięcki – Michał Szweycer
- Andrzej Mastalerz – zarządca Stanisław Gąsecki "Gąska"; nie występuje w napisach
- Bogumiła Bajor – Józefa Horsztobska
- Ewa Błaszczyk – Magdalena Bojanowska, matka Antoniny Gorzeńskiej i Konstancji Łubieńskiej
- Adam Bobik – Hieronim Gorzeński
- Marianna Januszewicz – Antonina Gorzeńska, żona Hieronima, siostra Konstancji Łubieńskiej
- Maksymilian Zieliński – chłopiec; w napisach imię: Maks
- Marianna Janczarska – Tekla Markiewiczówna
- Jędrzej Jezierski – Kalikst Bojanowski
- Jan Kwapisiewicz – Ksawery Bojanowski
- Jarosław Borodziuk – klucznik
- Jakub Świderski – ksiądz Tomasz Cieśliński
- Agata Hutyra – Elżbieta Mycielska
- Natasza Leśniak – Ludwika Wilczyńska
- Piotr Garlicki – mnich
- Dariusz Toczek – Florkowski
- Karolina Chapko – Karolina Kowalska
- Rafał Królikowski – Józef Kowalski, mąż Karoliny
- Dariusz Pieróg – Jan Czeczot
- Miron Jagniewski – szambelan Nartowski
- Łukasz Garlicki – "Saper"
- Marek Kalita – car Aleksander I

## Plenery
- Turowa Wola – Tuhanowicze
- Dom Kmity w Kazimierzu Dolnym – dom-apteka państwa Kowalskich w Kownie (odc. 1)
- Pałac i park w Śmiełowie (odc. 2-5) - pałac w Śmiełowie oraz park paryski, w którym Michał Szweycer fotografował Mickiewicza
- Wnętrza pałacu w Otwocku Wielkim – salon gościnny pałacu w Śmiełowie
- Osada Firleje w Musułach – karczma w okolicach Nowogródka
- Zamek w Smoleniu k. Pilicy – zamek w okolicach Nowogródka
- Skansen w Maurzycach k. Łowicza (kościół z Wysokienic) – kościółek, w którym ks. Cieśliński ukrywał Adama Mickiewicza (odc. 1)
- Twierdza Modlin – zbrojownia pałacu w Śmiełowie, gdzie produkowano potajemnie amunicję dla powstańców